# 性感食人族
《性感食人族》（西班牙語：El caníbal）是一部1980年的食人族主题冒險電影，由傑斯·佛朗哥執導，西班牙、法國、德國三国聯合製作。
影片於1980年6月16日至7月19日在西班牙贝尼多姆和葡萄牙辛特拉摄制而成。

## 剧情
女演員勞拉·克勞福德在拍电影时，被经纪人绑架到一座与世隔绝的熱帶島嶼上，以向工作室老闆勒索高額贖金。不幸的是，这座岛上生活着一个食人族部落，經常会把女性献祭給他们的“神”。这个所谓的“神”是一个眼睛如鸡蛋一样大的怪人。
與此同時，工作室老闆準備了救援行動，聘請了越戰老兵彼得·韋斯頓，和同伴傑克开直升机降落在了这座島嶼。彼得和杰克二人同绑匪约好在海滩见面，交出赎金后，双方发生交火，傑克在枪战中受傷，勞拉则趁乱逃入叢林，随后落入食人族手中。绑匪们在尋找勞拉的過程中，被食人族一一杀害。
與此同時，彼得和傑克登上了绑匪留在海灘的一艘小遊艇。受傷的傑克留在船上，身經百戰的彼得则回到岛上尋找勞拉。傑克不久後被“神”杀害。彼得找到劳拉后，与“神”展开決鬥，最终“神”被彼得摔下山崖。食人族发现“神”的尸体后，放弃了信仰，将“神”的图腾柱推倒。影片最后，彼得和勞拉带着贖金开着船，回到了文明世界。